# Thomas Lennartz
Thomas Lennartz (* 31. Juli 1971 in Hannover) ist ein deutscher Kirchenmusiker, Organist und Hochschullehrer.

## Leben
Lennartz studierte Kirchenmusik, Schulmusik und Orgel in Hannover, Köln und Leipzig. 1999 legte er das A-Examen und 2002 das Konzertexamen „mit Auszeichnung“ ab. Lennartz nahm 2001/2002 Unterricht im Fach Orgelimprovisation am Conservatoire de Paris. Außerdem belegte er Meisterkurse unter anderem bei Daniel Roth, Wolfgang Seifen, Pierre Pincemaille, Olivier Latry und Ton Koopman. Nach dem Studium wurde Lennartz 2003 Regionalkantor des Bistums Mainz an der Basilika St. Martin Bingen. Zum 1. September 2008 wurde er in das Amt des Dresdner Domorganisten berufen.
Seit September 2014 ist Lennartz Professor für Orgelimprovisation und Liturgisches Orgelspiel an der Hochschule für Musik und Theater „Felix Mendelssohn Bartholdy“ in Leipzig und Direktor des dortigen Kirchenmusikalischen Instituts, seit September 2020 zudem Prorektor für Künstlerische Praxis.
Lennartz konzertiert regelmäßig in Europa. Sein Spiel wurde in Rundfunk- und Fernsehaufnahmen dokumentiert. Er ist mit der Kirchenmusikerin Johanna Franke verheiratet.

## Preise
- Erster Preis und Publikumspreis beim Orgelwettbewerb FUGATO (2001)
- Zweiter Preis beim Wettbewerb für Orgelimprovisation „Orgues sans frontières“ (2001)
- Zweiter Preis beim St Albans International Organ Festival (2001)
- Dritter Preis beim 2. Internationalen Hermann-Schroeder-Wettbewerb (2001)
- Dritter Preis beim Wettbewerb für Orgelimprovisation im Gottesdienst (1999) (2001)
- Dritter Preis beim Internationalen Wettbewerb für Orgelimprovisation in Schwäbisch Gmünd (1999)
- Stipendium der Konrad-Adenauer-Stiftung

## Tondokumente
- Voyages